# 古城镇 (肥东县)
古城镇，是中华人民共和国安徽省合肥市肥东县下辖的一个乡镇级行政单位。

## 行政区划
古城镇下辖以下地区：
古城社区、杨塘社区、塘庄社区、广兴社区、刘兴社区、张斗村、东庄村、郭杨村、岱山村、左路村、友谊村、岗李村、鸡鸣村、西庄村、黎明村、陈兴村、湾陈村、范店村、黄山村、新立村、刘胡村、刘庄村、大袁村、郑元村、松王村和江淮村。